# Almida de Val
Almida Maria Jacqueline Winquist de Val, född 12 september 1997 i Gunnareds församling i Göteborg, är en svensk curlingspelare och civilingenjör. Hon tävlar för Sundbybergs CK och i Isabella Wranås lag.
Almida de Val inledde sin curlingkarriär på Hisingen i Göteborg när hon var åtta år gammal, i Göteborgs Curlingklubb. Tillsammans med Lag Wranå tog hon guld i junior-VM 2017, samt i Vinteruniversiaden 2019 i Krasnojarsk. 2021 tog hon VM-brons i curling tillsammans med Oskar Eriksson, vid världsmästerskapet i mixed curling 2021 i Aberdeen. I Olympiska vinterspelen 2022 i Peking tog hon bronsmedalj i mixed dubbel, tillsammans med Oskar Eriksson. Laget de Val och Eriksson var Sveriges första lag i mixed dubbel någonsin.
Almida de Val har en civilingenjörsexamen inom design- och produktframtagning med specialisering inom mekatronik från Kungliga Tekniska högskolan.